# Scleroprotopus insularum
Scleroprotopus insularum är en mångfotingart som beskrevs av Karl Wilhelm Verhoeff 1939. Scleroprotopus insularum ingår i släktet Scleroprotopus och familjen Mongoliulidae. Inga underarter finns listade i Catalogue of Life.